# Таблетка від болю
«Таблетка від болю» (англ. Painkiller) — американський серіал 2023 року у жанрі драми та створений компаніями Blue Harp, Film 44, Grand Electric, Jigsaw Productions. В головних ролях — Узо Адуба, Метью Бродерік, Сем Андерсон, Кларк Грегг, Тейлор Кітч, Кароліна Бартчак, Тайлер Ріттер, Джон Алеш.
Серіал вийшов на Netflix 10 серпня 2023 року.
Серіал має 1 сезон. Завершився 6-м епізодом, який вийшов у ефір 10 серпня 2023 року.
Режисер серіалу — Пітер Берг.
Сценарист серіалу — Міка Фітцерман-Блю, Ноа Гарпстер.
Серіал заснований на статті Патріка Раддена Кіфа в журналі New Yorker «The Family That Built an Empire of Pain» та «Pain Killer: An Empire of Deceit and the Origin of America's Opioid Epidemic» Баррі Меєра.

## Сюжет
У цій драмі про причини й наслідки опіоїдної епідемії в США розповідається про винуватців, жертв і людину, яка самотужки намагається докопатися до правди.

## Актори та персонажі
| Актор            | Роль              |
| ---------------- | ----------------- |
| Узо Адуба        | Еді Флауерз       |
| Метью Бродерік   | Річард Саклер     |
| Сем Андерсон     | Реймонд Саклер    |
| Кларк Грегг      | Артур Саклер      |
| Тейлор Кітч      | Глен Кригер       |
| Кароліна Бартчак | Лілі Кригер       |
| Тайлер Ріттер    | Джон Л. Браунлі   |
| Джон Алеш        | Грегорі Фіцгібонс |
| Рон Лі           | Білл Хейвенс      |
| Ана Круз Кейн    | Бріанна Ортіс     |
| Вест Духовни     | Шеннон Шеффер     |
| Джек Мулхерн     | Тайлер Крайгер    |
| Діна Шихабі      | Брітт             |
| Джон Ротман      | Мортімер Саклер   |
| Джон Мерфі       | Майкл Фрідман     |
| Ной Харпстер     | Кертіс Райт       |

## Сезони
| Сезон | Епізоди | Епізоди | Оригінальний показ | Оригінальний показ | Оригінальний показ |
| Сезон | Епізоди | Епізоди | Перший показ       | Останній показ     | Мережа             |
| ----- | ------- | ------- | ------------------ | ------------------ | ------------------ |
| 1     | 6       | 6       | 10 серпня 2023     | 10 серпня 2023     | Netflix            |

## Список серій

### Сезон 1 (2023)
| № | # | Назва                                                                                 | Режисер    | Сценарист                                       | Перший ефір у США |
| --- | - | ------------------------------------------------------------------------------------- | ---------- | ----------------------------------------------- | ----------------- |
| 1 | 1 | «З нього починають і з ним продовжують» «The One to Start With, The One to Stay With» | Пітер Берг | Міка Фітцерман-Блю, Ноа Гарпстер                | 10 серпня 2023    |
| Річард хапається за можливість і покладає всі надії на опіат для зняття болю. Випускниця коледжу Шеннон починає працювати в «Пердью». Глен травмується на роботі.         |   |                                                                                       |            |                                                 |                   |
| 2 | 2 | «Ісус дав мені воду» «Jesus Gave Me Water»                                            | Пітер Берг | Міка Фітцерман-Блю, Ноа Гарпстер                | 10 серпня 2023    |
| Пацієнт, що приймає Оксіконтин, відвідує конференцію «Пердью». Еді спостерігає побічні ефекти препарату. Річард має подолати багато перешкод на шляху до багатства.       |   |                                                                                       |            |                                                 |                   |
| 3 | 3 | «Хуртовина століття» «Blizzard of the Century»                                        | Пітер Берг | Уілл Хетінгер, Міка Фітцерман-Блю, Ноа Гарпстер | 10 серпня 2023    |
| Глен змушений погодитися на лікування, коли опиняється в реанімації через свою залежність. Еді переконує нового керівника, прокурора США, відкрити справу проти «Пердью». |   |                                                                                       |            |                                                 |                   |
| 4 | 4 | «Вважається, що…» «Is Believed»                                                       | Пітер Берг | Бу Кіллебрю, Міка Фітцерман-Блю, Ноа Гарпстер   | 10 серпня 2023    |
| Еді намагається викрити «Пердью». Шеннон подобаються переваги її посади, але постає моральна дилема. Глен доходить до крайнощів, і це позначається на його роботі.        |   |                                                                                       |            |                                                 |                   |
| 5 | 5 | «Дуже гаряче!» «Hot! Hot! Hot!»                                                       | Пітер Берг | Бу Кіллебрю, Міка Фітцерман-Блю, Ноа Гарпстер   | 10 серпня 2023    |
| Глен опускається на саме дно. Шеннон іде на бурхливу корпоративну вечірку, а Еді знаходить переконливий доказ у справі проти фармацевтичного гіганта.                     |   |                                                                                       |            |                                                 |                   |
| 6 | 6 | «Та що ім’я?» «What's in a Name?»                                                     | Пітер Берг | Міка Фітцерман-Блю, Ноа Гарпстер                | 10 серпня 2023    |
| Глен починає тверезе життя. Шеннон переосмислює свою роль. З новим доказом Еді та її команда доводить справу проти «Пердью» до суду. На всіх чекає приголомшливий фінал.  |   |                                                                                       |            |                                                 |                   |

## Відгуки критиків
| Сезон | Відгуки критиків   | Відгуки критиків |
| Сезон | Rotten Tomatoes    | Metacritic       |
| ----- | ------------------ | ---------------- |
| 1     | 48 % (48 рецензій) | 56 (28 рецензій) |

#### Сезон 1
На сайті-агрегаторі рецензій Rotten Tomatoes перший сезон має 48 % «свіжості» на основі 48 рецензій із середнім рейтингом 5,9/10.
На Metacritic серіал отримав 56 балів зі 100 на основі 28 рецензій від кінокритиків, що свідчить про «загалом змішані рецензії».